# Sân bay Vijayawada
Sân bay Vijayawada (IATA: VGA, ICAO: VOBZ) là một sân bay ở Vijayawada, thuộc bang Andhra Pradesh, Ấn Độ.

## Các hãng hàng không và các tuyến điểm
| Hãng hàng không   | Các điểm đến                                                                        | Refs. |
| ----------------- | ----------------------------------------------------------------------------------- | ----- |
| Air India         | Delhi, Hyderabad                                                                    | [ 1 ] |
| Air India Express | Mumbai                                                                              | [ 2 ] |
| Alliance Air      | Bengaluru, Hyderabad, Tirupati, Visakhapatnam                                       | [ 3 ] |
| IndiGo            | Bengaluru, Chennai, Delhi, Hyderabad, Singapore                                     | [ 4 ] |
| SpiceJet          | Bengaluru, Chennai, Hyderabad, Mumbai (begins ngày 26 tháng 5 năm 2019), Puducherry | [ 5 ] |
| TruJet            | Hyderabad, Kadapa                                                                   | [ 6 ] |